# Адреналин (регбийный клуб)
«Адреналин»— тюменский регбийный клуб. Создан в конце 2009 года группой энтузиастов под названием «Адреналин». В 2011 году членами клуба также была создана первая в Тюмени детская регбийная команда.

## История выступлений

### 2012 год
- 3 место на Кубке федерации регби России (октябрь)
- 1 место на Кубке Уральского федерального округа по регби-15 (сентябрь)
- 3 место на Турнире Омска по пляжному регби (август)
- 2 место на Открытом Чемпионате Сибирского федерального округа по регби-15 среди любительских команд (май)
- 2 место на Чемпионате УрФО по регби-7 (март)

### 2013 год
- 7 место. Финал Федеральной лиги России (октябрь)
- 1 место. Федеральная лига. Дивизион Урал (май-сентябрь)
- 2 место на Рождественском кубке Омска по регби-15 (январь)

### 2014 год
- 4 место. Финал Федеральной лиги
- 1 место Федеральная лига. Дивизион Урал (май-сентябрь)

### 2015 год
- 2 место Федеральная лига. Дивизион Урал.

16 февраля 2020 года команда вошла в систему спортивного общества Динамо и стала именоваться регбийный клуб «Динамо-Тюмень»http://www.regionfas.ru/70/182837.